# Eutulomatus
Eutulomátus — підрід жуків роду Lixus родини Довгоносики (Curculionidae).

## Зовнішній вигляд
Єдиний палеарктичний вид цього роду — Lixus lateripictus  — має довжину тіла 7-8 мм. Опис його зовнішньої морфології див., де він зазначений під синонімічною назвою Lixus bigibbosus (Desbrochers des Loges, 1893).

## Спосіб життя
Імовірно, типовий для роду Lixus.

## Класифікація
У Палеарктиці мешкає один вид цього роду — Lixus lateripictus Fairmaire, 1883, знайдений в Алжирі.